# Bolxaia Udà
Bolxaia Udà (en rus: Большая Уда) és un poble de l'óblast de Nijni Nóvgorod, a Rússia, segons el cens del 2010 tenia 171 habitants, pertany al municipi d'Uixàkovo.